# Heidberg (Lilienthal)
Heidberg (niederdeutsch Heidbarg) ist ein Ortsteil der Gemeinde Lilienthal im niedersächsischen Landkreis Osterholz.

## Geografie und Verkehrsanbindung
Der Ortsteil liegt östlich des Kernortes Lilienthal unweit der südwestlich verlaufenden Landesgrenze zu Bremen.
Am westlichen Ortsrand führt die Landesstraße L 154 vorbei, die L 133 verläuft westlich.
Das 772 Hektar große Naturschutzgebiet Fischerhuder Wümmeniederung liegt südlich.

## Geschichte
Heidberg wurde im Zeitraum von 1700 bis 1766 im Zuge der Moorkolonisierung errichtet. Im Jahr 1789 wird angegeben, dass in 20 Häusern 130 Einwohner, darunter 83 Kinder, lebten. Heidberg wurde im Jahr 1974 nach Lilienthal eingemeindet.

## Gebäude
- Wohn- und Wirtschaftsgebäude Heidberger Straße 5 vom Endes des 18. Jahrhunderts in Fachwerk
- Wohn- und Wirtschaftsgebäude Heidberger Straße 65 von um 1850 in Fachwerk

## Vereine
- Freiwillige Feuerwehr Heidberg[3]